# Klaus Böttger
Klaus Böttger (* 15. Juli 1942 in Dresden; † 25. November 1992 in Wiesbaden) war ein deutscher Graphiker.

## Leben
Klaus Böttger gelangte nach der Geburt in Dresden mit seiner Familie über Berlin und Aachen nach Wiesbaden. Dort erhielt er 1963 das Abitur und studierte bis 1969 im nahen Mainz Kunstgeschichte, Kunsterziehung, Philosophie und Biologie.
Bereits seit 1964 arbeitete er im Bereich der Druckgraphik. So entstanden zahlreiche Radierungen. Setzte er sich in den ersten Arbeiten häufig mit dem Vietnamkrieg auseinander, so wandelte er seine Motive später unter dem Einfluss von Pop Art und Phantastischem Realismus. Vor allem fein ausgearbeitete Porträts und erotische Aktdarstellungen dominierten sein späteres Werk. Hinzu kamen Landschaftsbilder. Er arbeitete dabei oft in thematischen Zyklen, zum Beispiel schuf er die Porträts von vierzehn Komponisten in der Reihe „Weltsprache Musik“.
Aufgrund einer engen Beziehung zur Büchergilde erschienen viele seiner Radierungen in deren Grafikedition. Auch illustrierte er Bücher. Der Schutzumschlag der Büchergilde-Ausgabe von Umberto Ecos Der Name der Rose stammt von ihm. Seine neuesten Arbeiten zeigte er stets in der Kellergalerie der Büchergilde Wiesbaden. Sein viertes und letztes Werkverzeichnis listete fast 500 Ausstellungen und Ausstellungsbeteiligungen in der ganzen Welt auf.
Böttger starb 1992 im Alter von 50 Jahren in Wiesbaden.

## Illustrationen zu literarischen Werken
- Hans Henny Jahnn: Die Nacht aus Blei. [Mit 12 eingedruckten Radierungen und einem Nachwort von Wulf Piper.] The Bear Press, Bayreuth 1988.

## Werkverzeichnisse
- Klaus Böttger. Werkverzeichnis der Radierungen. Band III. 1980–1984. Werkverzeichnis der Lithographien und Original-Flachdruckgrafiken 1967–1984. [Gestaltung von Norbert Haun und Gerlinde Schmidt, Texte von Klaus Böttger und Horst Eschwege.] Draier, Friedberg 1985, ISBN 3-923530-10-2. [Mit einem „Alphabetische[n] Verzeichnis der Radierungen“.]

- Klaus Böttger. Werkverzeichnis der Radierungen. Band IV. 1985–1991. [Gestaltung von Norbert Haun.] Draier, Friedberg [1994], ISBN 3-923530-22-6. [Mit Auflistungen: Einzelausstellungen; Ausstellungsbeteiligungen (Auswahl); Mappenwerke; Beteiligungen an Mappenwerken und Serien; Illustrationen und Bücher, Arbeiten zur Literatur; Kataloge; Gruppenausstellungs-Kataloge mit beigelegter Originalgrafik; Arbeiten in öffentlichen Sammlungen und Museen.]